# Бобслей на зимних Олимпийских играх 1980
Соревнования по бобслею на зимних Олимпийских играх 1980 года прошли с 15 по 24 февраля в Лейк-Плэсиде. Олимпийские бобслейные заезды состоялись на этой трассе уже во второй раз — почти полвека назад здесь проходили Игры 1932 года, где тоже была бобслейная программа. За это время трасса существенно изменилась, стала немного короче, впервые здесь была установлена современная система охлаждения желоба. Общая протяжённость трассы составляла 1557 м, высота 148 м, а средний градиент — 9,5 %.
В соревнованиях приняли участие 78 человек из 11 стран мира, были разыграны два комплекта наград. Борьба развернулась в основном между старым и новым поколениями бобслеистов. Традиционно сильная сборная Швейцарии, регулярно побеждавшая на многих международных турнирах, схлестнулась с молодой командой ГДР, которая благодаря щедрым финансовым вливаниям пополнилась многими талантливыми спортсменами. В итоге швейцарцам удалось взять золотые медали в двойках и серебряные в четвёрках, тогда как все остальные призовые места достались немцам. Примечательно, что двадцатилетний Роланд Ветциг, выигравший с четырёхместным экипажем ГДР бронзовую награду, был самым молодым бобслеистом на соревнованиях.

## Медали

### Общий зачёт
| Общее количество медалей |           |        |         |        |       |
| Место                    | Страна    | Золото | Серебро | Бронза | Всего |
| 1                        | ГДР       | 1      | 1       | 2      | 4     |
| 2                        | Швейцария | 1      | 1       | 0      | 2     |

### Медалисты
| Дисциплина       | Золото                                                                              | Серебро                                                            | Бронза                                                              |
| Мужчины-двойки   | Швейцария · Эрих Шерер · Йозеф Бенц                                                 | ГДР · Бернхард Гермесхаузен · Ханс-Юрген Герхардт                  | ГДР · Майнхард Немер · Богдан Музиоль                               |
| Мужчины-четвёрки | ГДР · Майнхард Немер · Богдан Музиоль · Бернхард Гермесхаузен · Ханс-Юрген Герхардт | Швейцария · Эрих Шерер · Ульрих Бехли · Рудольф Марти · Йозеф Бенц | ГДР · Хорст Шёнау · Роланд Ветциг · Детлеф Рихтер · Андреас Кирхнер |